# Selfpublisher-Verband
Der Selfpublisher-Verband ist eine Vereinigung, welche die Interessen deutschsprachiger verlagsunabhängiger Autoren vertritt.

## Allgemeines
Der Verband wurde 2015 im Haus des Buches des Börsenvereins in Frankfurt am Main von acht Autoren gegründet, darunter Matthias Matting, der von Februar 2015 bis Dezember 2017 Vorsitzender war, Roland Kirsch, Heike Fröhling, Andrea Becker, Daniel Isberner und Peter Bourauel.
Ziel des Selfpublisher-Verbands ist es, sich für alle Belange der deutschsprachigen Selbstpublizierer einzusetzen. Es soll der Austausch unter den Autoren gefördert, ihr Alltag erleichtert und die Akzeptanz selbstverlegter Bücher verbessert werden. Lobbyarbeit stellt dabei ein elementares Tätigkeitsfeld dar. So hat sich der Verband als Interessenvertretung beim Deutschen Bundestag und der EU eintragen lassen.
Der Verband ist Mitglied im Netzwerk Autorenrechte, wodurch er im regelmäßigen Austausch mit anderen Autorenverbänden steht, sowie der Deutschen Literaturkonferenz, deren Ziel es ist, die Freiheit deutscher Literatur zu bewahren. Auch unterstützt der Verband den Bundesverband Leseförderung. Der Selfpublisher-Verband ist seit seiner Gründung auf Buchmessen und weiteren Zusammenkünften mit einem eigenen Stand und oftmals auch informierenden Bühnenprogramm vertreten.
Seit September 2018 fungiert der Selfpublisher-Verband als Herausgeber des im Uschtrin Verlag erscheinenden Fachmagazins der selfpublisher, welches Mitglieder viermal im Jahr erhalten.
Im April 2023 verkündete der Verband nach achtjährigem Bestehen sein Rebranding mit neuem Logo, neuem Farbdesign und modernisierter Website. Der neue Look wurde der breiten Öffentlichkeit erstmals auf der Leipziger Buchmesse 2023 präsentiert.

## Deutscher Selfpublishing-Preis bzw. Selfpublishing-Buchpreis
2017 bis 2019 vergab der Verband, in Zusammenarbeit mit dem Marketing- und Verlagsservice des Buchhandels (MVB), den Deutschen Selfpublishing-Preis. Der Literaturpreis wurde jährlich auf der Frankfurter Buchmesse an professionelle verlagsunabhängige Titel vergeben. Gab es 2017 und 2018 die beiden Kategorien Jurypreis und Publikumspreis, so wurde 2019 auf die zwei Kategorien Belletristik & Kinder- und Jugendbuch sowie Sachbuch & Ratgeber umgestellt. Zuletzt war der Preis pro Kategorie mit 6.000 Euro dotiert.
Aufgrund der Corona-Krise zog sich der MVB 2020 zurück.
Der Selfpublisher-Verband führt die Auszeichnung unter dem neuen Namen Selfpublishing-Buchpreis fort und gab die Gewinnertitel am 22. November 2020 im Rahmen des Selfpublishing-Festivals bekannt. Im Zuge dessen wurde eine dritte Kategorie eingeführt, da mittlerweile zwischen Belletristik und Kinder-/Jugendbuch differenziert wird. 2021 wurde die Sonderkategorie Lyrik ergänzt. Die Gewinnertitel wurden auf der Preisverleihungsgala im Rahmen der 73. Frankfurter Buchmesse am 23. Oktober 2021 bekanntgegeben. Der Selfpublishing-Buchpreis 2021 war mit insgesamt 24.000 Euro dotiert, davon neben Sachgewinnen wie einer Hörbuchproduktion und Marketingpaketen jeweils mit 5.000 Euro Geldgewinn pro Hauptkategorie und 1.000 Euro in der Sonderkategorie.
Zu den Voraussetzungen zählt nach wie vor, dass teilnehmende Bücher für den deutschsprachigen Buchhandel verfügbar sein müssen – nachgewiesen durch eine deutsche ISBN und einen Eintrag im Verzeichnis Lieferbarer Bücher (VLB). Die Vorjury, bestehend aus erfahrenen Mitgliedern des Verbandes, erstellt die Longlist mit derzeit zehn Titeln pro Kategorie, woraufhin die Jury eine Shortlist mit jeweils aktuell drei Büchern bekanntgibt und schließlich den Gewinner bestimmt. In der Jury saßen unter anderem bereits Matthias Matting, Jochen Wegner, Ronald Schild, Nina George, Marah Woolf, Lena Falkenhagen, Wolfgang Tischer und C. R. Scott.
Preisträger
- 2017
  - Jurypreis: Madeleine Puljic: Noras Welten – Durch den Nimbus. ISBN 978-3-7450-3761-6.
  - Publikumspreis: Monika Pfundmeier: Blutföhre. ISBN 978-3-7448-0294-9.
- 2018
  - Jurypreis: Monika Pfundmeier: Löwenblut von Monika Pfundmeier, ISBN 978-3-7448-7475-5.
  - Publikumspreis: Christo Foerster: Mikroabenteuer. ISBN 978-3-9819476-0-1.
- 2019
  - Belletristik & Kinder- und Jugendbuch: Monika Augustin: Das Mucksmäuschen. ISBN 978-3-7485-0021-6.
  - Sachbuch/Ratgeber: Stephan Goldmann: MyHighlands – Isle of Skye. ISBN 978-3-00-060392-1.
- 2020
  - Belletristik: Sameena Jehanzeb: Was Preema nicht weiß. ISBN 978-3-96698-306-8.
  - Kinder- und Jugendbuch: Franziska Frey: Elise erkundet das Meer. ISBN 978-3-96698-562-8.
  - Sachbuch/Ratgeber: Christine Hoeft: EMOTIONIZE ME – Lieber das Herz auf der Zunge als den Stock im Arsch. ISBN 978-3-00-064945-5.

- 2021
  - Belletristik: Susanne Pavlovic: Ganz dringend ans Meer. ISBN 978-3-7450-3761-6.
  - Kinder- und Jugendbuch: Sabrina Milazzo: Aus Asche & Nacht. ISBN 978-3-7450-3761-6.
  - Sachbuch/Ratgeber: Mirko Seebeck: Breslau (Wroclaw) – Ein alternativer Reiseführer – 100 außergewöhnliche Orte, die man nicht verpassen sollte. ISBN 978-3-7450-3761-6.
  - Sonderkategorie Lyrik: Martin Ebner, Renate Fuchs, Ralf Wolf: Neunzehn Gedichte – Zeitgenössische Lyrik. ISBN 978-3-7450-3761-6.
- 2022
  - Belletristik: Johanna Gerhard: Der Klang von Feuerblau. ISBN 978-3-96966-850-4
  - Kinder- und Jugendbuch: Jonna Struwe (Illustrationen von Arabell Watzlawik): Molly, Trappel und das Knack. ISBN 978-3-98595-106-2.
  - Sachbuch/Ratgeber: David Nelles und Christian Serrer: Machste dreckig – Machste sauber: Die Klimalösung. ISBN 978-3-9819650-1-8.
  - Sonderkategorie Kurzprosa: Jennifer Ebbinghaus (Hrsg.): Red River Lane. ISBN 978-3-96966-788-0.
- 2023/24:
  - Belletristik: E. V. Ring: Maschinenmacht 1 – Cyan Zane Veil. ISBN 978-3347749955.
  - Kinder- und Jugendbuch: Jane Jott: Bakterien und so, die leben wo?! (Illustrationen von Carlotta Klee) ISBN 978-3347654037.
  - Sachbuch/Ratgeber: Cornelia Lotter: Vom Fortgehen und Ankommen. ISBN 978-3754661260.
  - Sonderkategorie Lyrik: Katharina Lankers: Voll abgedichtet: Nieder mit den Ungereimtheiten! ISBN 978-3756844364.